# Heinrich Cron
Heinrich Cron (* 23. Dezember 1844 in Erlangen; † 31. Dezember 1874 in Nürnberg; auch: Philipp Christian Gustav Heinrich Cron) war ein deutscher Lehrer und Altphilologe. 

## Leben
Heinrich Cron wurde 1844 in Erlangen geboren, wo damals sein Vater Christian Cron Studienlehrer war. Seine Gymnasialbildung empfing er an der Studienanstalt bei St. Anna in Augsburg, wohin sein Vater 1853 als Professor versetzt worden war, ging 1863 an die Universität Erlangen und von da nach Leipzig, um unter Ritschl und Curtius seine Studien zu vollenden. Nachdem er 1867 die Lehramtsprüfung mit bestem Erfolg abgelegt hatte, diente er zuerst als Assistent an der Studienanstalt Ansbach, ging 1869 als Studienlehrer nach Memmingen, um zu Ostern 1871 in gleicher Stellung nach Ansbach zurückzukehren, wo er bis wenige Tage vor seinem Tode, der ihn plötzlich auf einer Ferienreise in Nürnberg am letzten Tag des Jahres 1874 ereilte, wirkte.

## Leistungen
Die Studien Heinrich Crons bewegen sich auf pädagogischem und philosophischen Gebiet. Zu Tacitus, Platon, Sophokles, Aeschylos und Euripides sind zahlreiche Beiträge in diversen Blättern und Jahrbüchern erschienen.